# Broad Oak, Canterbury
Broad Oak är en ort i grevskapet Kent i sydöstra England. Orten ligger i distriktet Canterbury och civil parishen Sturry, cirka 4 kilometer nordost om Canterbury. Tätorten (built-up area) hade 836 invånare vid folkräkningen år 2021.